# Gustave Amoudruz
Gustave Joseph Amoudruz (Ginebra, 23 de març de 1885 - Ginebra, 28 de desembre de 1963) va ser un tirador suís que va competir a començaments del segle xx.
El 1920 va prendre part en els Jocs Olímpics d'Anvers, on disputà quatre proves del programa de tir. Guanyà la medalla de bronze en les proves de pistola militar, 30 metres per equips i rifle lliure 300 metres, 3 posicions per equips.